# Pelinu, Constanța
Pelinu este un sat în comuna Comana din județul Constanța, Dobrogea, România. În trecut localitatea se numea Carachioi (în turcă Karaköy). Printre românii care au fost împroprietăriți aici după 1877 se numără și mocanii de prin părțile Sibiului. La recensământul din 2002 avea o populație de 312 locuitori.